# Огнян Видев
Огнян Константинов Видев е български музикант.

## Биография
Роден е в Пловдив през 1946 г. На музикалната сцена е още на 18-годишна възраст – от 1964 г. в групата на Емил Димитров „Синьо-белите“.
Бил е част от Естрадно-джазовия оркестър на Веселин Николов към ДНА – Пловдив, свири с групата на Лили Иванова, с пловдивския оркестър „Дъга“, Борис Годжунов и Георги Минчев.
Той е сред основателите на легендарната формация „Бели, зелени и червени“ (наименувана по националния трикольор) през 1974 г. Той е в центъра и на първия български етно джаз състав – Фолк джаз бенд „Пловдив“.
Изявява се и като концертиращ артист соло и самостоятелно. Стилистиката му е бленд от блуз, латино, фламенко, джаз класик и джаз авангард в широк диапазон. Работил е с Йълдъз Ибрахимова, Теодосий Спасов, Симеон Щерев, Анатолий Вапиров, Веселин Николов, Милчо Левиев, Людмил Георгиев, Орландо Санчес и редица други български и световни звезди на джаз музиката. Има многобройни записи за БНР и Балкантон.
Гастролира на джаз фестивали в САЩ, Германия, Полша, Чехия, Унгария, Югославия, Индия и др. страни, както и в Сопот, Банско, Созопол, Банкя, Габрово, Русе, Пловдив, Пазарджик, Варна, Смолян, Стара Загора, Казанлък.

## Признание
През 2021 г. става носител на най-високото отличие на Министерството на културата – наградата „Златен век“.
През 2023 г. е избран за почетен гражданин на Пловдив.

## Филмография
На Огнян Видев е посветен документално-игралният филм „Дъждовен ден“.